# Імені Калініна (Петропавловський район)
імені Калі́ніна (рос. имени Калинина) — селище у складі Петропавловського району Алтайського краю, Росія. Входить до складу Зеленодольської сільської ради.

## Населення
Населення — 239 осіб (2010; 267 у 2002).
Національний склад (станом на 2002 рік):
- росіяни — 94 %